# 徐佐夏
徐佐夏（1895年—1971年），字益甫，山东广饶人，中华人民共和国药理学家、政治人物。
担任山东大学医学院院长。1954年，当选第一届全国人民代表大会代表。